# Arnold Schattschneider

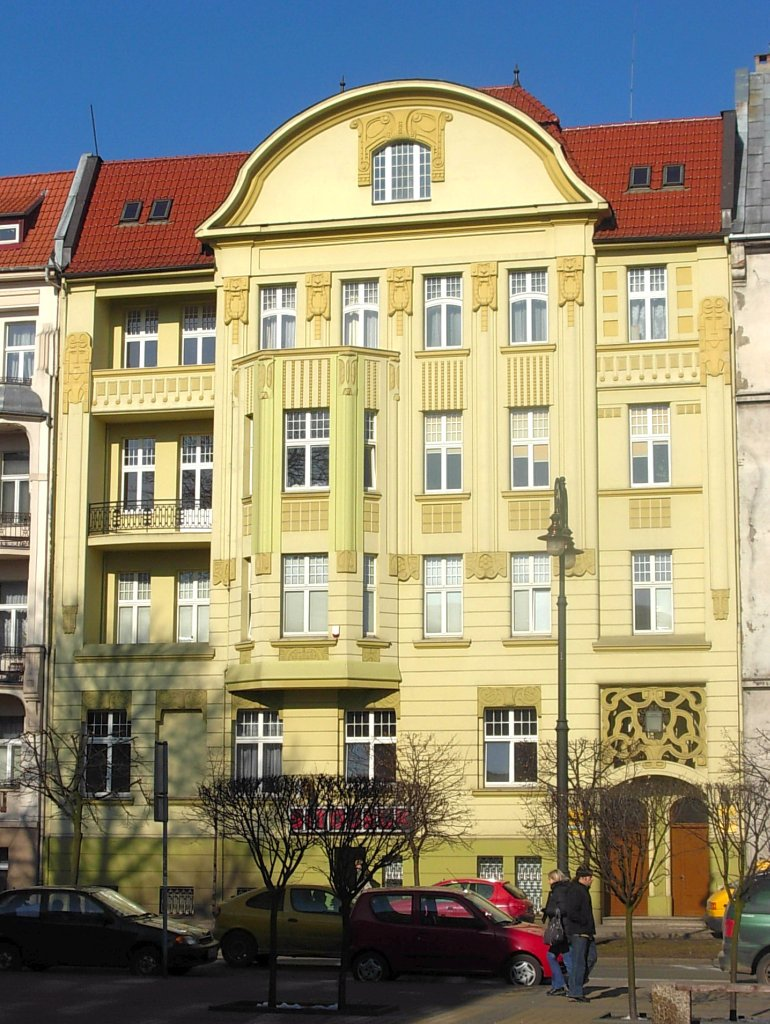
Kamienica, w której mieściło się w latach 1906–1921 Bydgoskie Konserwatorium Muzyczne założone przez Arnolda Schattschneidera

Arnold Heinrich Schattschneider (ur. 26 sierpnia 1869, zm. 17 czerwca 1930) – muzyk, pedagog, założyciel i pierwszy dyrektor Bydgoskiego Konserwatorium Muzycznego.

## Życiorys
Urodził się 26 sierpnia 1869 r. Gorzeniu w powiecie bydgoskim. Był synem Heinricha, nauczyciela i Florentiny. W 1856 r. rodzina osiadła w Gorzeniu, gdzie ojciec był nauczycielem miejscowej szkoły elementarnej. W 1872 r. przeniosła się do Okola, wówczas podbydgoskiej gminy. Uczęszczał do tamtejszej szkoły ludowej, w której jego ojciec był nauczycielem. Odbył studia muzyczne w Akademische Meisterschule w Berlinie. Był uczniem Maxa Brucha, znanego kompozytora późnoromantycznej muzyki symfonicznej i chóralisty. Muzyce, nauczaniu i popularyzacji dzieł Maxa Brucha pozostał wierny do końca życia.
W 1895 r. rodzina Schattscheiderów zamieszkała w Bydgoszczy przy ul. Garbary 23.
W tym roku podjął pracę w bydgoskim Królewskim Gimnazjum przy pl. Wolności, gdzie oprócz posady nauczyciela muzyki, prowadził również niewielki zespół muzyczny, który tworzyli uczniowie gimnazjum. Okresowo uczył także w miejskiej Wyższej Szkole dla Dziewcząt, a od 1898 r. kierował również chórem mieszanym „Singakademie”, który w 1902 r. jako wydział wszedł w strukturę utworzonego wówczas Niemieckiego Towarzystwa Sztuki i Wiedzy. Chór ten był jedną z większych organizacji muzycznych w Bydgoszczy. Jego występy uświetniały oficjalne uroczystości, a organizowane koncerty miały stałych słuchaczy. Przez pewien czas kierował i sprawował także opiekę artystyczną nad chórem Liedertafel, mającym najstarsze tradycje w Bydgoszczy (1842)
W 1904 r. wystąpił z inicjatywą powołania w Bydgoszczy pierwszej szkoły muzycznej. Propozycja ta zyskała poparcie władz miejskich i ministerstwa szkolnictwa muzycznego, zainteresowanego rozwojem nowych placówek oświatowych. Uroczyste otwarcie Konserwatorium miało miejsce 16 października 1904 r., a Schatschneider został jego pierwszym dyrektorem. Poza tym nauczał śpiewu solowego i chóralnego oraz prowadził ćwiczenia z dyrygentury. Jego zastępcą na stanowisku dyrektora był Wilhelm von Winterfeld, współzałożyciel i jego bliski współpracownik. W 1905 r. stanął na czele, założonego wspólnie z Wilhelmem von Winterfeldem i Emilem Bergmanem, pierwszej zawodowej orkiestry w Bydgoszczy, złożonej z pedagogów konserwatorium. W 1906 r. pozyskał nową siedzibę dla szkoły w kamienicy al. Mickiewicza 9, a w 1911 r. uruchomił filię przy Wełnianym Rynku 12. Szczególnym zainteresowaniem Schattschneidera cieszyły się utwory chóralne kompozycji Maxa Brucha, wykonywane przez kameralistów z konserwatorium. Chór i orkiestra kameralna bydgoskiego konserwatorium uczestniczyły we wszystkich ważniejszych koncertach w mieście, organizowanych m.in. z okazji 70. rocznicy urodzin M. Brucha, 150-lecia urodzin W.A. Mozarta, 100-lecia urodzin F. Mendelssohna-Bartholdy i 100. rocznicy śmierci J. Haydna.
Szczególnym wyróżnieniem było nadanie mu tytułu królewskiego dyrygenta. Poza tym był członkiem Allgemeiner Deutscher Sprachverein oraz zasiadał w ławach bydgoskiej loży wolnomularskiej „Janus na Wschodzie”. W 1912 r. przeniósł się do Görlitz, gdzie otrzymał stanowisko dyrygenta w tamtejszym Miejskim Konserwatorium i Chórze Publicznym. W 1913 r. w uznaniu zasług dla rozwoju muzyki i dorobku artystycznego, nadano mu tytuł profesora. W 1920 r. otrzymał etat wykładowcy w Wyższej Szkole Muzycznej w Mannheim, po czym został rektorem tej szkoły. Pracując w Mannheim założył na wzór bydgoski – chór mieszany pod nazwą Volks – Singakademie. Gościnnie dyrygował wieloma orkiestrami teatrów operowych i operetkowych oraz symfonicznymi, np. w Dreźnie, Kolonii i Wrocławiu.
Zmarł 17 czerwca 1930 r. w Mannheim.

### Rodzina
Arnold Schattschneider był żonaty z Elisabeth z domu Dannebaum. Miał syna Ericha Georga (ur. 1897 w Bydgoszczy, zginął w I wojnie światowej).